# Bambusicola
Bambusicola és un gènere d'ocells de la subfamília dels perdicins (Perdicinae), dins la família dels fasiànids (Phasianidae). Aquestes perdius habiten praderies i boscos de bambú a l'Índia, Xina, sud-est asiàtic i Taiwan.

## Llistat d'espècies
S'han descrit tres espècies dins aquest gènere:
- Perdiu dels bambús muntanyenca (Bambusicola fytchii).
- Perdiu dels bambús de la Xina (Bambusicola thoracicus).
- Perdiu dels bambús de Taiwan (Bambusicola sonorivox)